# Ска-панк
Ска-панк — переходный музыкальный стиль, который объединяет в себе элементы ска и панк-рока. Зародился в начале 1980-х годов. Ска-панк, помимо традиционных для панк-музыки музыкальных инструментов, как правило, использует ещё и духовые инструменты, такие как трубы, тромбоны, саксофоны, что отличает этот жанр от других форм панк-рока.

## История
Группы, пытающиеся смешивать в своем творчестве ска и панк, впервые появились в конце семидесятых (The Specials, Madness, The Selecter, The Beat). Дальнейшее развитие смешение этих двух жанров получило в 80-е годы, во время третьей волны ска. Популярность ска-панк начал приобретать в начале 1990-х годов в США. Некоторые из ска-панк групп (The Mighty Mighty Bosstones, The Supertones, No Doubt) добились значительного коммерческого успеха и известности, тем самым способствовав популяризации жанра. В конце 90-х интерес к новому жанру начал несколько спадать, но в начале 2000-х годов появились новые группы, которые сумели вернуть внимание и коммерческий успех к ска-панку (Catch 22, Reel Big Fish, Streetlight Manifesto, Aquabats, Big D and the Kids Table, Mad Caddies, Buck-O-Nine).
По причине панковского происхождения тексты обычно сильно политизированы. Содержание при этом бывает очень разным — от проблем молодёжи до юмористических текстов. Тем не менее, многие группы, такие как Ska-P, Talco или Mad Caddies всё ещё отражают своё левое политическое мнение в своих композициях. Существуют также ска-панк команды, чьи тексты являются строго религиозными — например The Insyderz, The O.C. Supertones, Five Iron Frenzy и Seeker's Planet.
В 1990-х и 2000-х годах в Италии и Испании появилось множество известных ска-панк групп: Ska-P, The Locos, Boikot, Salida Nula, Skalariak, Talco, Banda Bassotti, RedSka, Matrioska, Persiana Jones и др. Из особенностей испанского и итальянского ска-панка можно выделить элементы фолк-музыки и революционных песен, упор на духовые, левые взгляды, сильно политизированные тексты.
Среди российских ска-панк коллективов можно выделить Spitfire, Distemper, Cumshot, ЯйцЫ Fаберже, Шлюз, Shootki, M.A.D. Band, Suspense Heroes Syndicate, FUCKторы (Male Factors), Элизиум, Пневмослон.

## Особенности стиля
В ска-панке к традиционным атрибутам панка добавляются типичные элементы ска, например гитара, играющая в слабую долю, шагающий бас, нехарактерный для панка, и духовые инструменты.